# Lidia Bons
Lidia Bons (3 februari 1991) is een Nederlandse volleyballer.
Bons is passer/loper en komt sinds 2012 uit voor het eerste damesteam van Sliedrecht Sport. Met dit team veroverde zij in 2013 de landstitel.
Bons kwam eerder uit voor Rijnmond en het tweede damesteam van Sliedrecht Sport (2008-2012).